# 崑山慧聚寺
崑山慧聚寺，是中國江蘇省昆山市的佛寺兼媽祖廟，位於昆山馬鞍山南，初建於梁武帝天監十年（511年），由慧向為開山住持，咸豐十年（1860年）毀於英法聯軍戰火，2005年由崑山市政府批准重建，眾多臺商檀越發心合力，共花費人民幣6億元，是全中國最大的閩南式寺廟。也是中國大陸目前最大的木結構建築。並建造一殿稱「慧聚寺天后宮」，供奉臺灣鹿港天后宮分靈而來的媽祖，故也被視為媽祖廟，又稱慧聚天后宮。

## 簡介
慧聚寺建於南朝梁天監十年（511年），建成後，梁武帝命吳興沙門慧向為該寺開山住持，並命南朝第一畫師張僧繇為正殿兩面牆壁畫神像、柱子畫龍，也是「畫龍點睛」的由來。
唐武宗會昌毀佛時，慧聚寺也遭毀，五代南唐李後主獻經臺、鐘臺，賜慧聚寺御匾。
北宋宣和間由「信法師」改名為「華藏講寺」，簡稱華藏寺，並將慧聚寺子院改建為「十方賢者講寺」。南宋時由「良拱法師」復建「大佛閣」，名為「神運大雄氏殿」。
明朝洪武十三年（1380）大雅法師將華藏寺由馬鞍山南麓移建西山之巔。萬曆二十二年（1594年）寂默法師重建山門、天王殿。三十二年（1604年）寂默法師改凌霄塔為七層。
清朝康熙時，康熙帝曾四度巡幸昆山慧聚寺，并题詩留念。咸豐十年（1860年）英法聯軍，慧聚寺毀於兵火，獨留凌霄塔。
1934年，重建凌霄七層寶塔。1937年，中日戰爭八一三事變後，塔遭日軍轟炸，而後山被日軍所佔。1945年，日本二戰投降，僧人在原地搭建三平房。2005年昆山臺商會長林榮德提出申請興建媽祖廟，協調大陸官員到鹿港參訪，參觀因九二一大地震損毀的鹿港龍山寺、鹿港天后宮修復工程。為首宗在中國大陸法律上第一座台灣人捐建的合法廟宇。寶成集團蔡其瑞、蔡其建等號召之下，參考鹿港龍山寺、鹿港天后宮與臺北艋舺龍山寺的樣式、格局，正式動土。2010年9月19日由鹿港天后宮分靈龍二媽、煌三媽安座慧聚天后宮。